# Haumea Glacier
Haumea Glacier är en glaciär i Antarktis. Den ligger i Västantarktis. Argentina, Chile och Storbritannien gör anspråk på området. Haumea Glacier ligger 421 meter över havet.
Terrängen runt Haumea Glacier är varierad. Trakten är obefolkad. Det finns inga samhällen i närheten. 